# Jastarnia
Jastarnia (Duits: Heisternest, Kasjoebisch: Jastarniô) is een stad in het Poolse woiwodschap Pommeren, powiat Pucki en is gelegen op het schiereiland Mierzeja Helska. De oppervlakte bedraagt 8 km², het inwonertal 4035 (2005).

## Verkeer en vervoer
- Station Jastarnia
- Station Jastarnia Wczasy

## Partnersteden
- Wałbrzych (Waldenburg) (Polen)